# Wojciech Krolopp
Wojciech Aleksander Krolopp (ur. 12 kwietnia 1945 w Poznaniu, zm. 12 października 2013 tamże) – polski dyrygent, długoletni śpiewak – początkowo sopran, a następnie baryton, dziennikarz, menedżer, dyrektor i kierownik artystyczny Polskich Słowików. Za czyny pedofilskie skazany na karę pozbawienia wolności.

## Życiorys
Wykształcenie muzyczne zdobył w 1977 roku w Państwowej Wyższej Szkole Muzycznej w Poznaniu w klasie wokalnej doc. Albina Fechnera. Jako solista – sopran debiutował w 1957 roku, jako solista – baryton w 1964 roku, a jako dyrygent w 1968 roku. Od 1957 roku był solistą Międzyszkolnego Chóru Chłopięcego założonego przez Jerzego Kurczewskiego, w 1961 roku przemianowanego na Poznański Chór Chłopięcy.
W 1968 roku został zastępcą Jerzego Kurczewskiego do spraw artystycznych i menedżerem Poznańskiego Chóru Chłopięcego. Z jego inicjatywy w 1976 roku odbyły się Międzynarodowe spotkania chórów chłopięcych „Poznań-76”, a także następne festiwale, podczas których występowały najbardziej znane i cenione zespoły – Wienersaenger – Knaben, niemieckie zespoły z Toelz, Drezna, Lipska, Hanoweru czy Ratyzbony, a także chóry angielskie (Oxford, Windsor), francuskie, rosyjskie (Moskwa), amerykańskie czy południowoafrykańskie. W 1990 roku przejął po Jerzym Kurczewskim dyrekcję i kierownictwo artystyczne Polskich Słowików. W sezonie muzycznym 2000/2001 chór pod jego kierownictwem zdobył tytuł „Chór Unii Europejskiej – Ambasador Kultury”. Od 1992 roku zrealizował z Polskimi Słowikami cykl pod hasłem „Muzyka w kościołach Poznania i Wielkopolski”, w którego ramach odbyło się 291 koncertów w 176 kościołach w całej Polsce.
Od 1990 roku przygotował nagranie 25 płyt kompaktowych oraz pierwszej w Polsce płyty kompaktowej video.
Był recenzentem muzycznym, a jego opinie publikowane były na łamach prasy codziennej wydawanej w Poznaniu i ogólnopolskich czasopism muzycznych. Ponadto był autorem audycji radiowych emitowanych na antenie Rozgłośni Polskiego Radia w Poznaniu oraz cyklu programów „Młodzi śpiewacy wielka sztuka” (Polskie Radio Program II). Z okazji 50-lecia Polskich Słowików ukazała się książka pt. „Słowiki á la carte”, będąca zbiorem reportaży autorstwa Wojciecha Kroloppa.
14 czerwca 1998 roku w Auli Uniwersytetu im. Adama Mickiewicza w Poznaniu odbył się galowy koncert z okazji 30-lecia pracy artystycznej Wojciecha Kroloppa. Również w 1998 roku Wojciech Krolopp został dyrektorem honorowym Fundacji OPUS III w Holandii, a od 2001 roku pełnił funkcję członka sekretariatu Organizacji Chórów Unii Europejskiej. Ponadto był prezesem Fundacji Poznańskiego Chóru Chłopięcego oraz prezesem Stowarzyszenia Poznański Chór Chłopięcy „Polskie Słowiki”.
Jako dyrygent poprowadził około 1500 koncertów a cappella oraz kantatowo-oratoryjnych. Zespół pod dyrekcją Wojciecha Aleksandra Kroloppa wykonał arcydzieła wokalno-instrumentalne autorstwa Johanna Sebastiana Bacha (Pasja wg św. Mateusza, Pasja wg św. Jana, Oratorium na Boże Narodzenie, Oratorium Wielkanocne, Magnificat, Msza h-moll, kantaty), Georga Friedricha Händla (Mesjasz, Cecilien Ode, Dettinger Te Deum), Josepha Haydna (Die Sieben letzten Worte unseres Erlösers am Kreuze), Marca-Antoine'a Charpentiera (Te Deum), Wolfganga Amadeusa Mozarta (Msza koronacyjna, Nieszpory, Requiem), Giovanniego Battisty Pergolesiego (Stabat Mater), Karola Szymanowskiego (Stabat Mater), a także opera dziecięca Wolfganga Amadeusa Mozarta „Bastien und Bastienne”. 

### Sprawa molestowania seksualnego chórzystów
Informacje o molestowaniu chórzystów przez Wojciecha Kroloppa pojawiały się już od lat 60., nigdy jednak nie zostały sformułowane w postaci doniesienia o popełnieniu przestępstwa.
16 czerwca 2003 roku dyrygent został zatrzymany pod zarzutem poddawania osób małoletnich innym czynnościom seksualnym. 13 stycznia 2004 roku rozpoczął się proces w sprawie o molestowanie seksualne małoletnich chórzystów, którego dyrygent dopuszczał się w latach 1994–1998. W lutym 2004 roku w związku z podejrzeniem nowotworu u Wojciecha Kroloppa zdiagnozowany został zaawansowany zespół nabytego niedoboru odporności (AIDS) i proces zawieszono na czas szeregu operacji.

23 lipca 2004 roku sąd skazał Wojciecha Kroloppa na karę ośmiu lat pozbawienia wolności. W świetle materiału dowodowego zebranego przez prokuratora, w tym zeznań złożonych przez ponad 40 świadków, Wojciech Krolopp wykorzystywał seksualnie trzech małoletnich chłopców (wielokrotny seks oralny, analny oraz molestowanie), każdego co najmniej kilkanaście razy. Jak zauważył sąd w uzasadnieniu, działanie Wojciecha Kroloppa cechowały: 

determinacja w zaspokojeniu popędu, premedytacja oraz niewyobrażalna i niedająca się zmierzyć żadnymi środkami krzywda, jaką wyrządził przestępczymi działaniami wobec swoich małoletnich podopiecznych, którzy zamiast znaleźć opiekę i ochronę w osobie oskarżonego, padli ofiarą przestępczych działań.

Sąd zwrócił też m.in. uwagę na dbałość Wojciecha Kroloppa o budowanie swojego nieskazitelnego wizerunku w środowisku artystycznym i politycznym Poznania (molestowania dopuszczał się głównie podczas wyjazdów).
4 lutego 2005 roku w związku z przedawnieniem się jednego z przestępstw, którego popełnienie przez oskarżonego zostało udowodnione, Sąd Okręgowy w Poznaniu skrócił karę orzeczoną wobec Wojciecha Kroloppa do sześciu lat pozbawienia wolności. Kasacja wniesiona przez obrońcę skazanego dyrygenta – mec. Eugeniusza Michałka została oddalona przez Sąd Najwyższy oraz uznana przezeń za bezzasadną. Obrońca wnosił w kasacji o uchylenie wyroku. Ze względu na stan zdrowia Wojciech Krolopp odbywał zasądzoną karę z przerwami, np. w ciągu 3 lat miał 2,5 roku przerw w jej odbywaniu, a w 2007 roku został zwolniony z zakładu karnego i odtąd przebywał na wolności. Zmarł 12 października 2013 roku w Poznaniu w wieku 68 lat z powodu zespołu nabytego niedoboru odporności (AIDS).

## Odznaczenia i nagrody
- Krzyż Kawalerski Orderu Odrodzenia Polski (1986)[17]